# Carl J. Wiggers
Carl John Wiggers (* 28. Mai 1883 in Davenport, Iowa; † 28. April 1963 in Cleveland, Ohio) war ein US-amerikanischer Physiologe. Er konnte wesentliche Beiträge zum Verständnis der Physiologie des Herz-Kreislauf-Systems leisten.

## Leben
Carl J. Wiggers war das Kind deutscher Einwanderer aus Holstein, Carls Vater Jürgen führte eine Gaststätte in Davenport. Carl J. Wiggers erwarb 1906 an der University of Michigan in Ann Arbor einen M.D. als Abschluss des Medizinstudiums, wo er anschließend fünf Jahre als Dozent arbeitete – unterbrochen von einem Aufenthalt bei Otto Frank am physiologischen Institut der Ludwig-Maximilians-Universität München. 1911 ging Wiggers zu Graham Lusk an die Cornell Medical School in New York City, wo er 1913 Assistant Professor wurde, bevor er 1917 eine Professur an der Western Reserve University in Cleveland erhielt, die er bis zu seiner Emeritierung 1953 behielt. Sein Nachfolger wurde George Sayers. Wiggers selbst übernahm noch eine Ehrenprofessur am Frank E. Bunts Educational Institute in Cleveland.
1907 heiratete Wiggers Minerva E. Berry, das Paar hatte zwei Söhne. Harold Wiggers wurde selbst Professor für Physiologie und 1953 Dekan des Albany Medical College (heute University at Albany, The State University of New York). Raymond Wiggers wurde Werbefachmann.

## Wirken

Wiggers-Diagramm

Bereits als Student veröffentlichte Wiggers erste wissenschaftliche Arbeiten; als junger Dozent zeichnete er sich durch didaktisches Geschick aus. In München studierte Wiggers nicht-invasive Methoden zur Druckmessung (Sphygmographie) und konnte später die Methode verfeinern. Er untersuchte die Funktion des Herzens bei Gesunden (Physiologie) und Kranken (Pathophysiologie). Die simultane Aufzeichnung von Druck- und Volumenkurven in verschiedenen Teilen des Herzens und der zentralen Gefäße mit Elektrokardiogramm und Herztönen findet als Wiggersdiagramm noch heute klinische, didaktische und wissenschaftliche Anwendung. Wiggers konnte mit seinen Untersuchungen die Position von Thomas Lewis gegenüber Willem Einthoven stärken, dass die elektrische Aktivität des Herzens der Kontraktion zeitlich vorausgeht.
Mit dem Eintritt der Vereinigten Staaten in den Ersten Weltkrieg wandte sich Wiggers der Untersuchung des soldier’s heart (Cardiophobie) und des hämorrhagischen Schocks zu. In Wiggers Abteilung an der Western Reserve University wurden in den 35 Jahren seiner Tätigkeit dort einerseits etwa 400 Arbeiten zur gesamten Physiologie des Herzkreislaufsystems veröffentlicht, andererseits verschiedene Apparate zur Untersuchung des Systems entwickelt. Die Aufteilung des Herzzyklus in Phasen wie Anspannungsphase, Austreibungsphase oder Entspannungsphase geht auf Wiggers zurück.
Wiggers führte erste Arbeiten zur Ursache und Behandlung von Kammerflimmern durch und konnte zeigen, dass eine verbesserte Sauerstoffversorgung des Herzens die Wahrscheinlichkeit steigerte, dass eine elektrische Defibrillation erfolgreich ist. Wiggers schlug vor, mittels rhythmischer Kompression des Thorax eine Perfusion von Aorta und zentralen Gefäßen aufrechtzuerhalten und schuf mit seinen Arbeiten die heute noch gültigen Grundlagen der Herz-Lungen-Wiederbelebung, des Monitoring, der Schrittmachertherapie und des geplanten Herzstillstands für Operationen am offenen Herzen.
Wiggers hatte zahlreiche Funktionen für die American Physiological Society inne: Mitglied des Beirats, Schatzmeister, Generalsekretär und 1949/1950 Präsident. Wiggers gehörte zu den Herausgebern der wissenschaftlichen Zeitschriften American Journal of Physiology und – der von ihm gegründeten – American Heart Journal und Circulation Research.

## Auszeichnungen (Auswahl)
- 1951 Mitglied der National Academy of Sciences
- 1952 Gold Heart Award der American Heart Association
- 1954 Carl-Ludwig-Medaille der Deutschen Gesellschaft für Kreislaufforschung
- 1955 Albert Lasker Award for Basic Medical Research[1]
- Ehrendoktorate der University of Michigan (1951), der Ludwig-Maximilians-Universität München (1952), der Université libre de Bruxelles (1956) und der Ohio State University (1958)

Die Western Reserve University vergibt seit 1952 den Minerva and Carl Wiggers Prize in Physiology für Doktoranden. Die Sektion Herz-Kreislauf-Physiologie der American Physiological Society vergibt seit 1966 als ihre höchste Auszeichnung den Carl J. Wiggers Memorial Award für Mitglieder der Gesellschaft, die auf ein herausragendes wissenschaftliches Lebenswerk auf dem Gebiet der Herz-Kreislauf-Physiologie blicken.

## Schriften (Monografien)
- A Brief Text of Physiology (1914)
- Modern Aspects of the Circulation in Health and Disease (zwei Auflagen, 1915 und 1923)
- Pressure Pulses in the Cardiovascular System (1928)
- Principles and Practice of Electrocardiography (1929)
- Physiology in Health and Disease (fünf Auflagen, 1934–1949)
- Physiology of Shock (1950)
- Circulatory Dynamics (1952)
- Reminiscences and Adventures in Circulation Research (Autobiografie, 1958)